# Séranvillers-Forenville
Séranvillers-Forenville település Franciaországban, Nord megyében. Lakosainak száma 417 fő (2022. január 1.). Séranvillers-Forenville Awoingt, Crèvecœur-sur-l’Escaut, Esnes, Lesdain, Niergnies és Wambaix községekkel határos.

## Népesség
A település népessége az elmúlt években az alábbi módon változott:
| Lakosok száma | 365  | 400  | 405  | 411  | 413  | 414  | 416  | 415  | 417  |
|               | 2013 | 2015 | 2016 | 2017 | 2018 | 2019 | 2020 | 2021 | 2022 |